# Joachim Bernstorff
Joachim Frederik Bernstorff, född 1771 och död 1835, var en dansk greve och diplomat. Bror till Christian Bernstorff.
Bernstorff blev 1800 direktör för danska kansliets utländska avdelning. Som sådan hade han att föra viktiga förhandligar i Köpenhamn, medan brodern, Christian Bernstorff befann sig i Kiel hos prins Fredrik. Han ledde bland annat 1807 förhandlingarna med England. Skarp men ganska oförtjänt kritik riktades mot Bernstorff för hans insatser under förhandlingarna, och avgick 1810. Han var därefter Danmarks representant på Wienkongressen och 1816-35 Danmarks sändebud i Wien.